# Stefano Sbarra
Stefano Sbarra (Roma, 3 marzo 1961) è un ex cestista e dirigente sportivo italiano.
Romano di Monteverde, inizia la sua avventura cestistica nel suo quartiere, che in seguito si rivelerà culla di diversi giocatori della serie A romana: De Angelis, Vitali, Cistulli, Sensolini, Menichetti..

## Carriera

### Giocatore

#### Club

Sbarra in azione per la BancoRoma a metà degli anni 80

Dopo aver giocato nelle giovanili del Basket Roma, con un secondo posto in Italia cadetti, un terzo posto juniores, un titolo italiano juniores e un quinto posto agli europei con la nazionale juniores, esordisce in Serie A1 con la Eldorado Lazio nel campionato 1979-80.
Mostra subito buone qualità e infatti, dopo due anni di A1 e A2, viene acquistato dai concittadini della Virtus Banco di Roma. Nel primo anno gioca titolare nella squadra allenata da Giancarlo Asteo, con ottimi risultati, ma l'anno successivo, complice lo sbarco a Roma di Larry Wright, si limiterà a fare il sesto uomo di lusso. Ma ben presto, complice un infortunio a Wright, per Sbarra si spalancano le porte del quintetto base.
Inizia un periodo d'oro con le grandi vittorie della BancoRoma, coronato nel 1986 con la chiamata in nazionale, che però per sfortuna non culminerà con la convocazione per il mondiali di Spagna a causa di una sublussazione della spalla, provocata in allenamento proprio dal suo compagno di squadra Fulvio Polesello.
L'anno successivo, ritenuto dall'allenatore di allora Giuseppe Guerrieri, non più utile alle sorti della BancoRoma, a 26 anni decide di cambiare aria. Arriva quindi, la cessione definitiva al Napoli del presidente Nicola De Piano. Sbarra rimarrà in Campania per sette anni, caratterizzati da grande stima da parte di tutto l'ambiente, ma senza vittorie importanti.
Chiuderà la carriera a 41 anni dopo un anno a Cassino in B2, cinque anni a Viterbo B1, con una finale per la promozione, e tre anni al Basket Roma in B2 con altre due finali promozione.

#### Nazionale
Solamente 4 presenze e nessun punto, ma molta sfortuna e rammarico per un infortunio patito in allenamento che gli ha precluso ogni possibilità di convocazione per competizioni di prestigio.

### Dopo il ritiro
Diventa in seguito allenatore e punto di riferimento della società La Salle di Roma, con cui, nel 2014, vince il titolo di campione d'Italia nella categoria Under-21.

## Statistiche

### Cronologia presenze e punti in nazionale
| Cronologia completa delle presenze e dei punti in Nazionale - Italia | Cronologia completa delle presenze e dei punti in Nazionale - Italia | Cronologia completa delle presenze e dei punti in Nazionale - Italia | Cronologia completa delle presenze e dei punti in Nazionale - Italia | Cronologia completa delle presenze e dei punti in Nazionale - Italia | Cronologia completa delle presenze e dei punti in Nazionale - Italia | Cronologia completa delle presenze e dei punti in Nazionale - Italia | Cronologia completa delle presenze e dei punti in Nazionale - Italia |
| Data                                                                 | Città                                                                | In casa                                                              | Risultato                                                            | Ospiti                                                               | Competizione                                                         | Punti                                                                | Note                                                                 |
| -------------------------------------------------------------------- | -------------------------------------------------------------------- | -------------------------------------------------------------------- | -------------------------------------------------------------------- | -------------------------------------------------------------------- | -------------------------------------------------------------------- | -------------------------------------------------------------------- | -------------------------------------------------------------------- |
| 14/06/1986                                                           | Pesaro                                                               | Italia                                                               | 93 - 78                                                              | Grecia                                                               | Amichevole                                                           | 0                                                                    |                                                                      |
| 18/06/1986                                                           | Atene                                                                | Italia                                                               | 90 - 63                                                              | Paesi Bassi                                                          | Torneo Acropolis 1986                                                | 0                                                                    |                                                                      |
| 19/06/1986                                                           | Atene                                                                | Italia                                                               | 93 - 91                                                              | Grecia                                                               | Torneo Acropolis 1986                                                | 0                                                                    |                                                                      |
| 20/06/1986                                                           | Atene                                                                | Italia                                                               | 80 - 92                                                              | Jugoslavia                                                           | Torneo Acropolis 1986                                                | 0                                                                    |                                                                      |
| Totale                                                               |                                                                      | Presenze                                                             | 4                                                                    |                                                                      | Punti                                                                | 0                                                                    |                                                                      |

## Palmarès

### Giocatore

#### Club
- Coppa dei Campioni: 1

Virtus Roma: 1983-84
- Coppa Korać: 1

Virtus Roma: 1985-86
- Campionato italiano: 1

Virtus Roma: 1982-83
- Coppa Intercontinentale: 1

Virtus Roma: 1984